# الحزب الشيوعي الأوكراني
الحزب الشيوعي الأوكراني هو حزب سياسي أوكراني تأسس في عام 1993 خلفا للحزب الشيوعي الأوكراني في الحقبة السوفيتية والذي تم حظره في عام 1991 (وفقا للنظام الأساسي للحزب). كما كان الحزب عضوا في اتحاد الأحزاب الشيوعية - الحزب الشيوعي للاتحاد السوفيتي الذي تم إنشاؤه في عام 1993 ووحد جميع الأحزاب الشيوعية في الاتحاد السوفيتي المنحل. لعب الحزب دورا رئيسيا في السياسة البرلمانية لأوكرانيا ما بعد الاتحاد السوفيتي منذ تأسيسه، ولكن منذ صدور القانون الأوكراني لاجتثاث الشيوعية في أبريل 2015، حظرت وزارة العدل قانونا الحزب الشيوعي من المشاركة في الانتخابات.
في أعقاب احتجاجات الميدان الأوروبي 2013-2014، وجه المدعي العام لأوكرانيا وجهاز الأمن الأوكراني اتهامات ضد الحزب. وتشمل التهم دعم ضم روسيا لشبه جزيرة القرم في عام 2014 و«تمويل الإرهاب» (أي تقديم الدعم للانفصاليين في دونباس)، وكلاهما من أعمال الخيانة ضد الدولة الأوكرانية. وعلى وجه الخصوص، أنشأت خلايا الحزب الإقليمي في دونيتسك أوبلاست ما يسمى بالحزب الشيوعي ل‍جمهورية دونيتسك الشعبية. في مايو 2015، دخلت القوانين التي تحظر الرموز الشيوعية حيز التنفيذ في أوكرانيا. وبسبب هذه القوانين، جردت وزارة الداخلية الأوكرانية الحزب من حقه في المشاركة في الانتخابات في 24 يوليو 2015، وذكرت أنها تواصل إجراءات المحاكم (التي بدأت في يوليو 2014) لإنهاء تسجيل الأحزاب الشيوعية الأوكرانية.

## وصلات خارجية
- باللغة الأوكرانية الموقع الرسمي